# Konrad Krajewski
Konrad Krajewski (Łódź, Polonia, 25 de noviembre de 1963) es un cardenal católico, teólogo y especialista en liturgia polaco.

## Biografía

### Primeros años y formación
Nacido en la ciudad polaca de Łódź en el año 1963. Después de haber finalizado sus estudios de primaria y secundaria, en el año 1982 entró en el Seminario Mayor de la Diócesis de Łódź y tiempo más tarde también en la Universidad Católica de Lublin donde se licenció en Teología en 1988. 

### Sacerdocio
El 11 de junio de 1988 fue ordenado sacerdote por Mons. Władysław Ziółek.
Tras su ordenación en 1988, comenzó a trabajar como vicario parroquial en la Parroquia de la Visitación de la Santísima Virgen María de Rusiec y después en la Parroquia de Nuestra Señora del Perpetuo Socorro de Łódź. En 1990 se trasladó a Italia donde estudió en el Instituto Pontificio Litúrgico de San Anselmo graduándose en 1993 en el grado de Liturgia y en 1995 se doctoró en Teología por la Universidad Pontificia de Santo Tomás de Aquino de Roma. Durante su estancia en la ciudad, además de sus estudios universitarios fue colaborador en la Oficina de las Celebraciones Litúrgicas del sumo pontífice y capellán de la Universidad de Roma "La Sapienza".
Al regresar a Polonia en 1995, volvió a trabajar en su diócesis natal de Łódź siendo maestro de ceremonias del arzobispo mons. Władysław Ziółek y profesor de liturgia en el Seminario Diocesano del cual fue nombrado prefecto, ejerciendo también de profesor en los seminarios de los franciscanos y de los salesianos y en una academia católica de Varsovia.
En el año 1998 regresó a Roma y fue contratado para trabajar por consecutiva vez en la Oficina de las Celebraciones Litúrgicas del sumo pontífice. El 12 de mayo de 1999 fue nombrado por el papa Juan Pablo II como segundo Maestro Papal de ceremonias por detrás de Piero Marini, ese mismo año recibió el título de Prelado de Honor de Su Santidad y en 2002 el de Capellán de Su Santidad. En 2008 obtuvo en Polonia el cargo de canónigo honorario de la ciudad de Łódź.

### Episcopado
El 3 de agosto de 2013, el papa Francisco lo nombró como Limosnero de Su Santidad y Arzobispo titular de Benevento. Recibió la Consagración episcopal el 17 de septiembre del mismo año en la Basílica de San Pedro de la Ciudad del Vaticano a manos del Gobernador del Estado Vaticano el cardenal Giuseppe Bertello y como co-consagrantes tuvo al Presidente del Comité Pontificio para los Congresos Eucarísticos Internacionales mons. Piero Marini y al Arzobispo emérito de Łódź mons. Władysław Ziółek (que fue quien en 1988 lo había ordenado sacerdote), y que contó con la presencia del papa Francisco.

### Cardenalato
El 20 de mayo de 2018 (día de Pentecostés), al acabar el rezo del Regina Coeli en la plaza del Vaticano, el papa Francisco anunció el nombramiento de Krajewski como cardenal de la Iglesia Católica. Sería creado cardenal en un consistorio que se celebraría el 28 de junio de ese mismo año.
El 3 de agosto de 2018 fue confirmado como Limosnero de Su Santidad donec aliter provideatur.
El 2 de julio de 2020 fue nombrado miembro de la Comisión Cardenalicia de vigilancia del Instituto para las Obras de Religión ad quinquennium.
En marzo de 2022, tras la invasión rusa de Ucrania, el Papa Francisco envió al Cardenal Krajewski con ayuda humanitaria a Ucrania junto con el cardenal Michael Czerny, que dirige el ‘ministerio’ vaticano que se ocupa de los migrantes, la justicia y la paz. Esta misión, que constó de varios viajes, fue considerada como un gesto muy inusual por parte de la diplomacia vaticana. En uno de los viajes, el 9 de septiembre de 2022, el cardenal condujo una furgoneta desde Roma hasta Odesa para donarsela a la Iglesia ucraniana y entregar medicinas, ayuda humanitaria y rosarios.
Tras ser nombrado cardenal, cedió el apartamento que le había asignado el Vaticano a una familia de refugiados sirios, y se trasladó a su oficina. Abrió un comedor social con vistas a la plaza de san Pedro, organizó unas duchas y una peluquería para personas sin techo.
El 3 de mayo de 2022 fue nombrado miembro de la Congregación para el Culto Divino y la Disciplina de los Sacramentos ad quinquennium.
El 3 de agosto de 2023 fue confirmado como prefecto del Dicasterio para el Servicio de la Caridad y Limosnero de Su Santidad, in aliud quinquennium.
El 7 de agosto de 2023 fue confirmado como miembro del Dicasterio para el Servicio del Desarrollo Humano Integral, ad aliud quinquennium.
Cardenal Krajewski fue uno de los 133 Cardenales electores del Cónclave de 2025.

## Publicaciones
El Cardenal Krajewski es autor del libro:
- Olor a Dios (Zapach Boga), Cracovia, Editorial "Znak", 2019, ISBN 978-83-240-5893-8.[11]

## Condecoraciones
| Distinción                       | Periodo            |
| -------------------------------- | ------------------ |
| Comendador de la Orden de Cristo | 11 de mayo de 2010 |